# Propalticus santhomeae
Propalticus santhomeae es una especie de insecto coleóptero de la familia Propalticidae.

## Distribución geográfica
Es endémico de la isla de Santo Tomé.